# Fei Long
Fei Long è un personaggio immaginario appartenente alla serie di videogiochi Street Fighter. Fa la sua prima comparsa in Super Street Fighter II (1993), dov'è uno dei 4 nuovi combattenti selezionabili dal giocatore.
Esperto combattente di Kung Fu, nonché star del cinema d'azione di Hong Kong, chiaramente ispirato a Bruce Lee non solo nell'aspetto esteriore, ma anche nelle caratteristiche urla acute emesse durante il combattimento o dopo aver sconfitto l'avversario; in quest'ultimo caso, a volte festeggia la vittoria esibendosi con i nunchaku che porta sempre con sé, anche se non li usa in combattimento.
Il suo nome in cinese vuol dire "drago volante".

## Videogiochi
Fei Long è un lottatore giocabile nei seguenti titoli:
- Street Fighter Alpha 3
- Super Street Fighter II - The New Challengers
- Super Street Fighter II Turbo: HD Remix
- Street Fighter IV